# Maïthils
Les Maïthils (Tirhuta : মৈথিল, Devanagari : मैथिल), également connu sous le nom de peuple Maïthili, est un groupe ethno-linguistique indo-aryen du sous-continent indien, dont la langue maternelle est le maïthili. Ils habitent la région de Mithila, qui comprend les divisions de Tirhut, Darbhanga, Kosi, Purnia, Munger, Bhagalpur et Santhal Pargana (en) en Inde et certains districts voisins du Népal. La patrie maïthil constitue une partie importante de la mythologie hindoue, puisqu'on dit qu'elle est le lieu de naissance de Sītā, l'épouse de Rāma.

## Histoire

### Période védique
Mithila a d'abord pris de l'importance après avoir été colonisé par les peuples de langue indo-aryenne qui ont établi le royaume de Videha. A la fin de la période védique (vers 1100-500 av. J.-C.), Vidéha devint l'un des principaux centres politiques et culturels d'Asie du Sud, avec Kuru et Panchala. Les rois du royaume Videha s'appelaient Janaka.
Le royaume Videha fut plus tard incorporé dans la confédération Vajji qui était basée à Mithila.

### Période médiévale
Du XIe au XXe siècle, Mithila a été gouvernée par diverses dynasties indigènes. Les premiers étaient les Karnatas, qui étaient d'origine Parmar Rajput, la dynastie Oinwar, qui étaient des brahmanes maïthils, et les Khandavalas de Raj Darbhanga (en), qui étaient aussi des brahmanes maïthils. C'est à cette époque que la capitale de Mithila a été transférée à Darbhanga,.

## Région

### Inde
La majorité des Maïthils résident normalement au nord du Gange, autour de Darbhanga et dans le reste du Bihar du Nord.  Les locuteurs natifs du maïthili résident également à Delhi, Kolkata, Patna, Ranchi et Mumbai.
La région de Mithila comprend les divisions de Tirhut, Darbhanga, Kosi, Purnia, Munger, Bhagalpur et Santhal Pargana (en) en Inde et certains districts voisins du Népal.
Darbhanga en particulier a joué un rôle important dans l'histoire de Mithila et est considéré comme l'un de ses « centres principaux ». C'était le centre de Raj Darbhanga qui régnait sur la majeure partie de la région. Madhubani était aussi l'endroit d'où proviennent les peintures de Madhubani, d'où provient une grande partie de la culture maïthilienne. Sitamarhi constitue une partie importante de la mythologie hindoue, puisqu'on dit qu'elle est le lieu de naissance de la déesse Sītā, l'épouse de Rāma et Sitakunda est un lieu de pèlerinage majeur,. Baliraajgadh, située dans le quartier actuel de Madhubani, est considérée comme la capitale de l'ancien royaume Mithila. Les Maïthils ont joué un rôle majeur dans la construction du temple de Baidyanath (en) qui est un lieu de pèlerinage important pour eux. Il y a un mouvement en cours dans la région de langue maïthili du Bihar et du Jharkhand pour un état indien séparé de Mithila. Un candidat probable pour la capitale de l'état proposé est Darbhanga, tandis que d'autres sites potentiels incluent Muzaffarpur, Purnia, et Begusarai.

### Népal
La majeure partie de la région de Jhapa à Parsa (en) au Népal (centrée autour de Janakpur, au sud-est du Népal) forme la Mithila népalaise. Cette région faisait partie du royaume de Videha, qui apparaît dans le Ramayana. Beaucoup de gens prétendent que Janakpur est le lieu de naissance de la déesse Sītā, mais cela est contesté car beaucoup considèrent Sitamarhi comme son lieu de naissance. Au Népal, les Maïthils ont travaillé à la création d'un « État Maïthil libre ».
Il y a un mouvement dans les régions maïthilies du Népal pour une province séparée. La province no  2 a été créée en vertu de la Constitution de 2015, qui a transformé le Népal en une République fédérale démocratique, avec un total de sept provinces. La province no  2 est majoritairement maïthilie et comprend la plupart des régions du Népal où l'on parle le maïthilie. Certains militants mithila ont exigé que la Province n°2 soit nommée « Province de Mithila ».

## Ethnies et castes
De nombreux groupes ethniques et castes vivent dans la région de Mithila, parmi lesquels les brahmanes maïthils, les Rajputs, les Bhumihars (en), les Karan Kayasthas (en), les Ahirs (en), les Kurmis, les Koeris (en), les Banian et beaucoup plus.
Les Brahmanes Maïthil sont la communauté brahmane hindoue de la région de Mithila. Ils sont l'une des cinq communautés brahmanes Pancha-Gauda (en). Ils sont également connus pour les panjis (en), les nombreux documents généalogiques conservés depuis les vingt-quatre dernières générations.
Les Rajputs sont dispersés dans toute la région et sont divisés en différents sous-clans dont les plus importants sont les Gandhawariyas (en) qui gouvernaient des domaines principalement à Saharsa et Madhepura. Les Rajputs de Mithila entretiennent des relations sociales et conjugales avec les Rajputs d'autres régions.

## Langue
La langue commune du peuple maïthil est le maïthili, qui est l'une des langues régionales reconnues de l'Inde et la deuxième langue nationale du Népal inscrite dans la huitième annexe de la Constitution indienne et dans la Constitution provisoire du Népal. C'est une langue ancienne, à partir de laquelle le népalais, le bengali et d'autres langues ont évolué. L'exemple le plus ancien de cette écriture mithilakshar ou tirhuta est une inscription dans un temple Shiva à Tilkeshwarsthāna (près de Kusheshwarsthāna, dans le district de Darbhangā), dans laquelle il est mentionné en māgadhi prākrit oriental que le temple a été construit pendant « Kāttika sudi » (Kārtika Shukla pratipadā, ou le premier tithi dans la moitié lumineuse du mois lunaire hindou Kārtika) en « Shake 125 » (203 apr. J.-C.), le jour qui suit le Diwāli (considéré comme propice pour installer une icône dans un temple). L'écriture de l'inscription est peu différente de l'écriture maïthili moderne. Cependant, au cours du XXe siècle, la plupart des écrivains maïthili ont progressivement adopté l'écriture devanagari pour le maïthili. Certains pandits traditionnels utilisent encore l'écriture tirhutā ou mithilākshara notamment pour le pātā (lettres cérémonielles liées à des fonctions importantes, comme le mariage). Les polices pour cette écriture ont été développées en 2003[réf. souhaitée].

## Culture

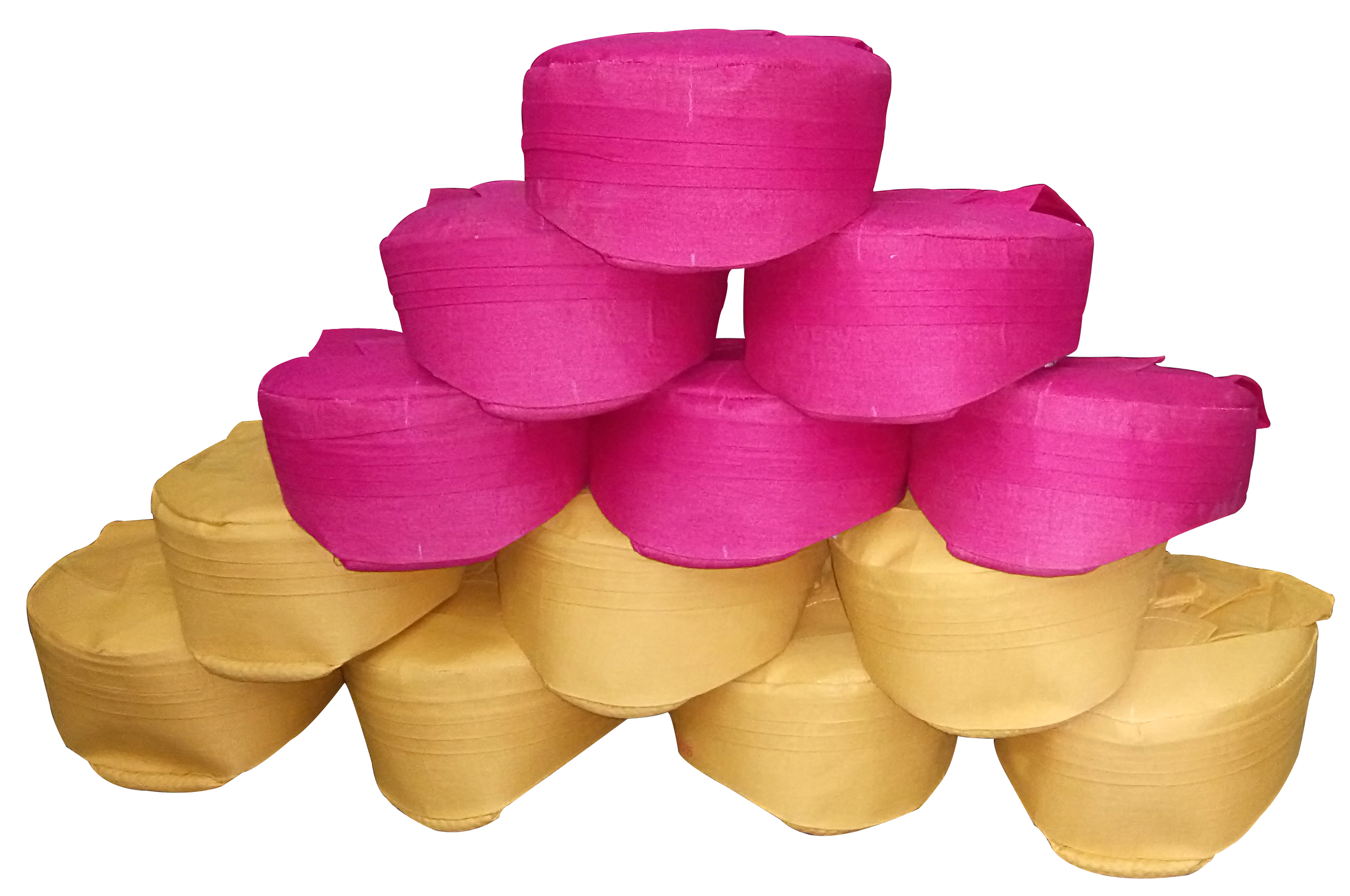
Le Paag est le couvre-chef traditionnel du peuple Maïthil.

Les aspects les plus frappants de l'environnement maïthil sont les contenants de riz décorés, les vérandas peintes de couleurs vives et les murs extérieurs des maisons utilisant uniquement des matériaux disponibles comme l'argile, la boue, le fumier et l'herbe. Une grande partie de la richesse du design est enracinée dans des activités de dévotion et transmise d'une génération à l'autre, introduisant parfois des éléments contemporains tels qu'un bus ou un avion.

### Structure du ménage
Traditionnellement, les Maïthils vivaient dans des badaghars appelés maisons longues avec de grandes familles de plusieurs générations, parfois de quarante à cinquante personnes. Tous les membres du ménage mettent en commun leur main-d'œuvre, contribuent avec leurs revenus, partagent les dépenses et utilisent une seule cuisine.

### Religion
Les pratiques religieuses des Maïthils sont basées sur l'hindouisme orthodoxe, car Mithila a toujours été le siège principal de l'enseignement hindou.

## Régionalisme transfrontalier
Le régionalisme mithila unit les Maïthils de l'Inde et les Maïthils du Népal des deux côtés de la frontière internationale. Puisqu'ils partagent une histoire, une langue, une culture et une ethnicité communes, ils se sentent membres d'une seule Mithila. Les événements positifs d'un côté de la frontière internationale sont célébrés de l'autre côté, et les événements négatifs sont pleurés des deux côtés,.